# Lucy Bronze
Lucia Roberta Tough "Lucy" Bronze (født 28. oktober 1991) er en engelsk fodboldspiller, der spiller som forsvar for spanske FC Barcelona og England. I 2014 vandt hun PFA Women's Players' Player of the Year prisen.
Hun har tidligere spillet for Sunderland Women, Everton Ladies, Liverpool Ladies, Olympique Lyonnais  og North Carolina Tar Heels på college niveau i USA.
Bronze har også spillet for England på alle ungdomshold og var en del af Englands trup til EM 2013,  EM 2017 og VM 2015, hvor hun hjalp holdet til en tredjeplads. Hun blev desuden udtaget til det officielle All-star holdet ved EM i Holland 2017.
Hun blev kåret til UEFA Europas bedste kvindelige fodboldspiller i 2019. Bronze blev herefter kåret til The Best FIFA Women's Player i december 2020, over Pernille Harder og Wendie Renard.